# Sacrau Turawa

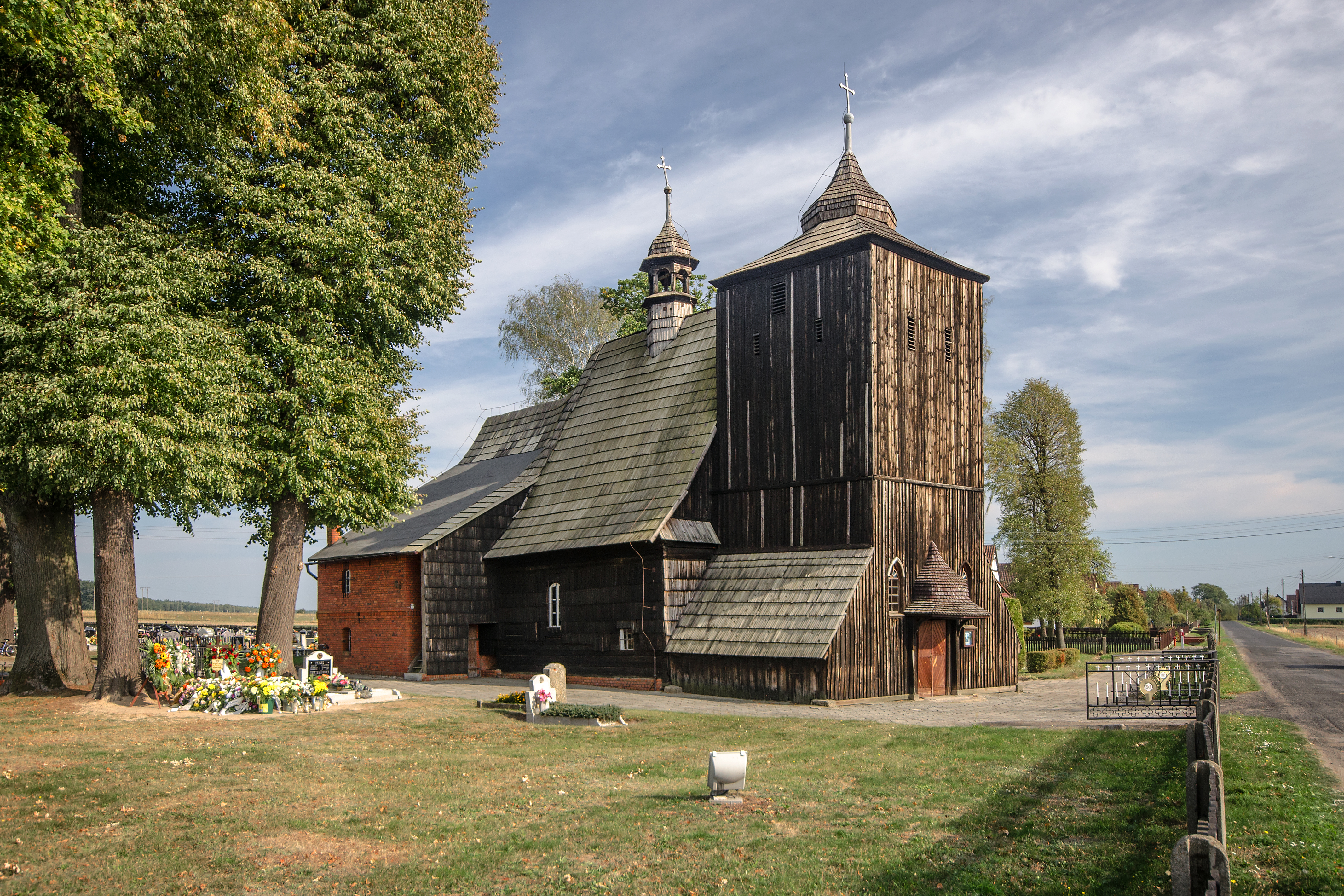
Schrotholzkirche St. Peter und Paul

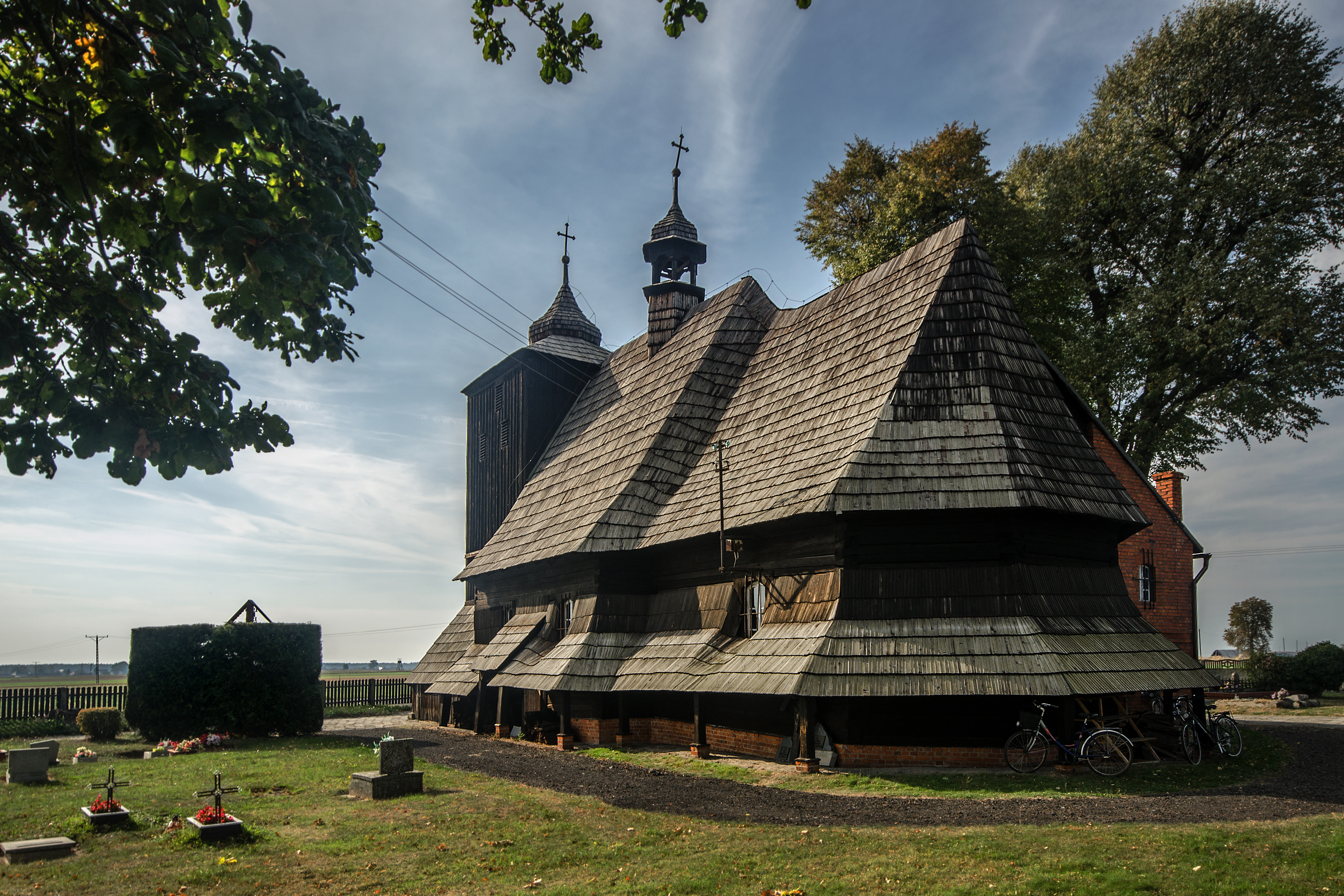
Rückansicht der Kirche mit Friedhof

Sacrau Turawa, polnisch Zakrzów Turawski (1936–1945: Hochfelde O.S.) ist eine Ortschaft in Oberschlesien. Sacrau Turawa liegt in der Gemeinde Turawa im Powiat Opolski (Landkreis Oppeln) in der polnischen Woiwodschaft Oppeln. Seit 2012 ist Sacrau Turawa offiziell zweisprachig (Polnisch und Deutsch).

## Geographie

### Geographische Lage
Sacrau Turawa liegt in der historischen Region Oberschlesien im Oppelner Land. Der Ort liegt 11 Kilometer östlich vom Gemeindesitz Turawa und 23 Kilometer nordöstlich von der Kreisstadt und Woiwodschaftshauptstadt Opole (Oppeln). Sacrau Turawa liegt in der Nizina Śląska (Schlesischen Tiefebene) innerhalb der Równina Opolska (Oppelner Ebene).

### Nachbarorte
Nachbarorte von Sacrau Turawa sind im Westen Kadlub Turawa (Kadłub Turawski), im Nordwesten Ellguth Turawa (Ligota Turawska), im Osten Koschütz (Kosice) und im Süden Biestrzynnik (Ringwalde).

## Geschichte
Der Ort wurde 1574 oder 1593 erstmals urkundlich erwähnt.
Nach dem Ersten Schlesischen Krieg 1742 fiel Sacrau Turawa mit dem größten Teil Schlesiens an Preußen. 1759 wurde die Schrotholzkirche erbaut.
Nach der Neuorganisation der Provinz Schlesien gehörte die Landgemeinde Sacrau Turawa ab 1816 zum Landkreis Oppeln im Regierungsbezirk Oppeln. 1845 bestanden im Dorf eine katholische Schrotholzkirche, ein Vorwerk, ein Pechofen sowie 51 Häuser. Im gleichen Jahr lebten in Sacrau Turawa 486 Menschen, davon fünf evangelisch und fünf jüdisch. 1847 wurde im Ort eine Schule erbaut. 1865 hatte der Ort, damals Sackrau-Turawa geschrieben, sechs Bauernhöfe und 20 Gärtner- und 11 Häuslerstellen. 1874 wurde der Amtsbezirk Bierdzan gegründet, welcher aus den Landgemeinden Bierdzan, Ellguth-Turawa, Kadlub-Turawa und Sackrau-Turawa und den Gutsbezirken Bierdzian, Ellguth-Turawa, Kadlub-Turawa und Sackrau-Turawa und der Colonie Sackrau-Turawa bestand.
Bei der Volksabstimmung in Oberschlesien am 20. März 1921 stimmten 271 Wahlberechtigte für einen Verbleib bei Deutschland und 225 für Polen. Sakrau-Turawa verblieb beim Deutschen Reich. 1933 lebten im Ort 874 Einwohner. Am 15. Juni 1936 wurde der Ort in Hochfelde/Oberschlesien umbenannt. 1939 hatte der Ort 938 Einwohner. Bis 1945 befand sich der Ort im Landkreis Oppeln.
1945 kam der bisher deutsche Ort unter polnische Verwaltung und wurde in Zakrzów Turawski umbenannt und der Woiwodschaft Schlesien angeschlossen. 1950 kam der Ort zur Woiwodschaft Oppeln. 1999 kam der Ort zum wiedergegründeten Powiat Opolski. Am 8. März 2012 erhielt der Ort zusätzlich den amtlichen deutschen Ortsnamen Sacrau Turawa.

## Sehenswürdigkeiten und Denkmale
- Die römisch-katholische St.-Peter-und-Paul-Kirche ist eine Schrotholzkirche. Die Kirche wurde 1759 errichtet. Das zweijochige Langhaus besitzt einen dreiseitig geschlossenen Chor. An der Westseite befindet sich ein quadratischer Glockenturm mit einem niedrigen Zeltdach und einem Zwiebelhelm. Im Inneren besitzt die Kirche eine Rokoko-Kanzel aus der zweiten Hälfte des 18. Jahrhunderts, ein barockes Taufbecken aus dem 18. Jahrhundert sowie zwei Seitenaltäre aus der Mitte des 19. Jahrhunderts.[9] Seit 1953 steht die Schrotholzkirche unter Denkmalschutz.[10]
- Nepomukkapelle
- Zweistöckige Glockenkapelle
- Bildstock
- Fachwerkhäuser
- Wegkreuze